# Schwefeltetrachlorid
Schwefeltetrachlorid ist eine chemische Verbindung aus der Gruppe der anorganischen Schwefelverbindungen und Chloride.

## Geschichte
Die Verbindung wurde erstmals im Jahr 1872 von den deutschen Chemikern August Michaelis und O. Schifferdecher hergestellt.

## Gewinnung und Herstellung
Schwefeltetrachlorid wird durch Chlorierung von Schwefeldichlorid mit Chlor hergestellt.
{\displaystyle \mathrm {SCl_{2}+\ Cl_{2}\longrightarrow SCl_{4}} }

## Eigenschaften
Schwefeltetrachlorid besteht aus den Ionen SCl3+ und Cl−  und ist nur im festen Zustand und unterhalb −30 °C beständig, darüber zersetzt es sich zu elementarem Chlor und Schwefeldichlorid. Im festen Zustand liegt es als weiße, feinpulvrige Substanz vor. Im Intervall bis −20 °C sintert und schmilzt es unter gleichzeitiger Zersetzung. Mit Wasser hydrolysiert es in einer heftigen Reaktion zu Chlorwasserstoff und Schwefeldioxid.